# Trâu Niliravi
Trâu Niliravi hay còn gọi là trâu Nili-Ravi còn được gọi với cái tên là trâu Sandal Bar là một giống trâu có nguồn gốc từ Ấn Độ. Chúng là một giống trâu được xuất phát từ giống trâu Murrah. Các nhà khoa học Ấn Độ cũng đã lai tạo được một giống trâu siêu chủng, đặt tên là Nili-Ravi. Chúng thuộc nhóm trâu sữa thuộc nhóm trâu sông, gốc vùng sông Xutlây (Sutlej) và thung lũng Ravi (Ravi) trù phú thuộc Pakixtan. Một số ít đã được đưa vào Miền Nam Việt Nam từ những năm 50 thế kỉ 20 nhưng đã mai một dần.

## Đặc điểm
Đây là một giống trâu có tầm vóc lớn dùng sản xuất sữa, chủ yếu có màu đen, sừng nhỏ ngắn, đuôi dài, chúng có màu lông da đen, nhưng cũng có con màu hơi nâu, chiếm khoảng 15% đàn, vệt trắng ở trên mặt là đặc trưng dễ nhận biết giống này. Thông thường, da và lông của trâu Nili-Ravi có màu đen, nhưng có khoảng 15% số con có màu nâu, có những chấm trắng trên trán, mặt, mõm, chân và một chùm lông đuôi trắng. 
Sừng ngắn, gốc sừng rộng và cong sát vào nhau, Sừng ngắn, xoắn, vặn, gốc sừng to.
Cổ trâu cái dài và mảnh, cổ trâu đực mập và chắc. Lồng ngực sâu và phát triển tốt, ức rộng, không có yếm, nếp sâu và rộng. Con cái có hình nêm nhọn, chân khuỳnh hơn con đực. Đuôi cân xứng, gốc rộg và thon, phần lông cuối đuôi có một búi lông lớn có thể kéo sát đất. Vú phát triển mạnh, cả về phía trước và sau, các núm vú dài và đều nhau. Da vú mỏng, mềm mại, lông vú thô và thưa. Núm vú dài, đều và xếp đặt vuông vắn, tĩnh mạch vú nổi rõ, dài và khúc khuỷu.
Khối lượng trung bình với các thông số là trâu cái trưởng thành 450 kg, trâu đực 600 kg. Khối lượng trung bình của trâu trưởng thành trâu đực 600 kg/con, trâu cái 500–550 kg/con, cân nặng trưởng thành con đực 800 kg, con cái 525 kg. Sản lượng sữa của chúng tương tự như trâu Mura. Năng suất sữa trung bình 2000 kg/chu kỳ 300 ngày, chu kì tiết sữa 300 ngày, đạt 1950 kg sữa. 